# Juliette Ah-Wan
Juliette Chantal Ah-Wan (ur. 29 kwietnia 1981 w Victorii) – seszelska badmintonistka, olimpijka z Pekinu (2008), multimedalistka igrzysk afrykańskich.
W 2008 roku wystąpiła na igrzyskach olimpijskich w Pekinie, podczas których wzięła udział w jednej konkurencji – grze mieszanej (jej partnerem był Georgie Cupidon). Para odpadła w pierwszej rundzie, przegrywając 0:2 z parą polską (Robert Mateusiak, Nadieżda Kostiuczyk). Sklasyfikowana została na dziewiątej pozycji.
W latach 2003–2015 ośmiokrotnie zdobyła medale igrzysk afrykańskich – w 2003 roku trzy brązowe (w grze pojedynczej, podwójnej i drużynowo), w 2007 roku złoty w grze mieszanej i brązowy drużynowo, a w 2015 roku złoty w grze podwójnej i dwa brązowe (w grze mieszanej i drużynie).